# American Morning
American Morning (en français : Matinale Américaine) était l'émission matinale sur CNN. Elle a débuté en 12 septembre 2001, et a été arrêtée le 30 décembre 2011. Au total, 2 688 épisodes ont été diffusés au cours de ses 10 années et 3 mois d'existence.

## L'émission
American Morning est diffusé en direct de lundi au vendredi.
La durée initiale était de trois heures, de 7 h du matin à 10 h Heure de l'Est.
Après la suppression de Daybreak, l'émission est étendue à quatre heures, de 6 à 10 h du matin Heure de l'Est.
Cependant, la diffusion est ramenée à trois heures en octobre 2006 de 6 h à 9 h, après l'élargissement de la durée de CNN Newsroom (en).
American Morning se focalise sur les nouvelles plus que la plupart des émissions matinales aux USA, comme en témoigne son slogan "le plus actualité en la matinale". L'émission présente les nouvelles principales du matin en politique, en politique intérieure et internationale. Il y a plus de passages rédigés sur American Morning que sur les autres émissions matinales, ainsi qu'une part importante de nouvelles politiques chaque matin. L'émission se concentre principalement sur les nouvelles pour les spectateurs qui préfèrent une émission matinale plus concise, exempte du badinage des animateurs chez leurs concurrents.
Leurs concurrents principaux sont Fox and Friends (en) de Fox News Channel, et Morning Joe de MSNBC.
La diffusion en haute définition débute le 26 septembre 2007, Cette version HD est celle disponible en source HD feeds sur Comcast, DirecTV, AT&T U-Verse et autres fournisseurs.

## Historique
American Morning a débuté le 12 septembre 2001. Paula Zahn a commencé à présenter les nouvelles avec cinq mois d'avance à cause de l'attaque du 9/11 qui eut lieu la veille. Jack Cafferty et Anderson Cooper l'ont rejointe comme coprésentateurs et l'ont aidée à présentr les nouvelles sur l'attaque.
En février 2002, Bill Hemmer (en) se rend à New York pour devenir le coprésentateur de Paula Zahn, en remplacement d'Anderson Cooper. En avril 2003, Bill Hemmer présente seul les nouvelles quand Paula Zahn a rejoint la tranche horaire en primetime de CNN. Heidi Collins (en) et Daryn Kagan (en) présentent temporairement l'émission avec Bill Hemmer avant que Soledad O'Brien débute en tant que coprésentateurs.
En juin 2005 Bill Hemmer quitte CNN et est remplacé par Miles O'Brien (journalist) (en). Heidi Collins est remplacé par Carol Costello (en). Jack Cafferty quitte ensuite l'émission plus tard dans l'été.
Après avoir été produit pendant des années dans studio donnant sur la rue dans le Time-Life Building à New York, l'émission déménage vers le nord dans un studio de CNN studios dans le Time Warner Center à Columbus Circle qui était partagé avec l'émission Showbiz Tonight (en) de CNN Headline News.
Costello quitte ensuite l'émission et n'est pas remplacé.
En octobre 2006, le plateau d'AM est refait, en même temps que la musique générique et les graphismes.

## Historique des présentateurs

### Dates de présence
- Paula Zahn (2002-2003)
- Anderson Cooper (2002)
- Jack Cafferty (2002-2005)
- Bill Hemmer (en) (2002-2005)
- Daryn Kagan (en) (2002-2003)
- Heidi Collins (en) (2003-2005)
- Andrew Serwer (en) (2003)
- Carol Costello (en) (2005-2006)
- Soledad O'Brien (2003-2007)
- Miles O'Brien (journalist) (en) (2005-2007)
- Kiran Chetry (2007-2011)
- Ali Velshi (en) (2010-2011)
- Christine Romans (en) (2010-2011)

### Évolution
À partir de 2007, American Morning est présentée par les deux animateurs Kiran Chetry et John Roberts (en).
D'autres animateurs apparaissent régulièrement comme :
- Rob Marciano (en) pour la météorologie;
- Ali Velshi (en) en tant que correspondant financier dans un volet appelé Minding Your Business (Occupez-vous de vos affaires) ;
- Sunny Hostin (en) pour les informations juridiques ;
- Le correspondant et expert médical Dr Sanjay Gupta pour les sujets liés à la santé.

À partir d'août 2011, American Morning est présentée par les animateurs Christine Romans (en) et Ali Velshi (en).

## Source
- (en) Cet article est partiellement ou en totalité issu de l’article de Wikipédia en anglais intitulé « American Morning » (voir la liste des auteurs).